# 대구동부경찰서
대구동부경찰서(大邱東部警察署, Daegu Dongbu Police Station)는 대구광역시경찰청이 관할하는 경찰서 중 하나이다. 대구광역시 동구 일대를 관할한다. 대구광역시 동구 반야월북로209 (각산동 224-7번지)에 위치하고 있다.
서장은 총경으로 보한다.

## 기본 정보
- 주소: 대구광역시 동구 반야월북로209(각산동 224-7 번지)

## 연혁
- 1975년 1월 27일 대구시 동구 효목1동 47번지 개서

## 관할 지구대·파출소
| 명칭           | 사진 | 주소            | 관할구역 | 치안센터                                     |
| -------------- | ---- | --------------- | -------- | -------------------------------------------- |
| 큰고개지구대   |      | 효목로19길 143  |          | 신암5치안센터 효목1치안센터 신암4치안센터    |
| 남신암지구대   |      | 대현로 126      |          | 신천치안센터 신암1치안센터                   |
| 동대구지구대   |      | 동대구로85길 53 |          | 동대구역치안센터 신천3치안센터 효목2치안센터 |
| 안심지구대     |      | 반야월로 219    |          | 용계치안센터 안심3치안센터 대림치안센터      |
| 동촌지구대     |      | 해동로 184      |          | 방촌치안센터                                 |
| 봉무불로파출소 |      | 동구 위남로9    |          |                                              |
| 공산파출소     |      | 파계로 546      |          |                                              |
| 팔공파출소     |      | 팔공로197길 47  |          |                                              |

## 같이 보기
- 대구광역시지방경찰청